# 스페인 핸드볼 국가대표팀

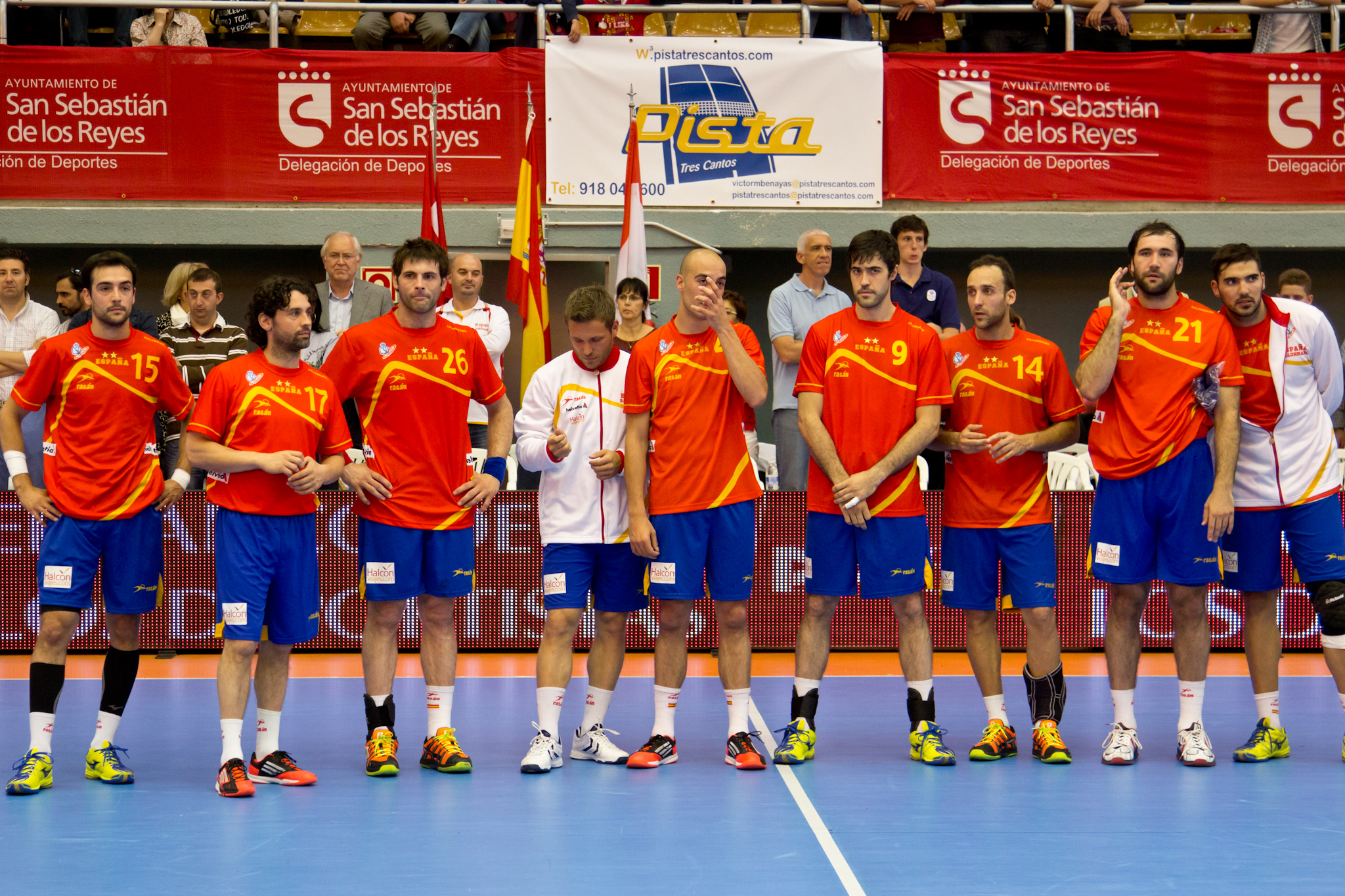

스페인 핸드볼 국가대표팀(스페인어: Selección de balonmano de España)은 스페인을 대표하여 국제 경기에 참가하는 핸드볼 국가대표팀이며, 스페인 왕립 핸드볼 연맹(RFEBM)이 운영하고 있다. 올림픽에서 동메달 4개를 획득했고, 세계 선수권 대회와 유럽 선수권 대회에서 각각 2회 우승을 차지했다.